# ۲۱ مارس
۲۱ مارس هشتادمین (در سال‌های کبیسه هشتاد و یکمین) روز سال در گاه‌شماری میلادی است. ۲۸۵ روز تا پایان سال باقی‌است.

## رویدادها
- ۱۸۰۴ - انتشار قانون مدنی فرانسه مشهور به کد ناپلئون
- ۱۹۱۸ - جنگ جهانی اول: آغاز عملیات میشائیل توسط نیروی زمینی امپراتوری آلمان
- ۱۹۹۰ - استقلال نامیبیا از آفریقای جنوبی به عنوان آخرین مستعمرهٔ آفریقایی

## زادروزها
- ۱۶۸۵ - یوهان سباستین باخ، آهنگساز آلمانی (د. ۱۷۵۰)
- ۱۷۶۸ - ژوزف فوریه، ریاضی‌دان و فیزیک‌دان فرانسوی
- ۱۹۱۳ - جورج آبکاسیس، راننده مسابقات اتومبیل‌رانی اهل بریتانیا (د. ۱۹۹۱)
- ۱۹۲۱ - فهد بن عبدالعزیز آل سعود، پنجمین پادشاه عربستان سعودی (د. ۲۰۰۵)
- ۱۹۳۰ - ربابه مراداوا، خواننده آذربایجانی
- ۱۹۶۰ - آیرتون سنا، رانندهٔ فرمول یک (د. ۱۹۹۴)
- ۱۹۶۴ - سعدیه مفرح، شاعر، روزنامه‌نگار، منتقد ادبی و نویسندهٔ کویتی. [۱]

## درگذشت‌ها
- ۱۹۹۱ - لئو فندر، ابداع‌کننده سازهای توپر و بنیان‌گذار شرکت لوازم موسیقی فندر

## مناسبت‌ها
- روز جهانی مبارزه با تبعیض نژادی
- روز جهانی شعر
- روز جهانی نوروز
- روز جهانی جنگل‌ها[۲]
- روز جهانی سندروم داون[نیازمند منبع]